# Čeláre
Čeláre és un poble i municipi d'Eslovàquia. Es troba a la regió de Banská Bystrica.

## Història
La primera menció escrita de la vila es remunta al 1436.

## Demografia
| Godina             | 1994 | 2004   | 2014   | 2024   |
| ------------------ | ---- | ------ | ------ | ------ |
| Nombre de persones | 530  | 515    | 475    | 512    |
| Diferència         |      | −2,83% | −7,76% | +7,78% |

| Godina             | 2023 | 2024   |
| ------------------ | ---- | ------ |
| Nombre de persones | 501  | 512    |
| Diferència         |      | +2,19% |